# Сент-Фереоль
Сент-Ферео́ль (фр. Sainte-Féréole, окс. Senta Fereòla) — коммуна во Франции, находится в регионе Лимузен. Департамент — Коррез. Входит в состав кантона Донзнак. Округ коммуны — Брив-ла-Гайярд.
Код INSEE коммуны — 19202.
Коммуна расположена приблизительно в 410 км к югу от Парижа, в 75 км южнее Лиможа, в 15 км к западу от Тюля.

## История
Во время Великой французской революции коммуна носила названия Монтань-Фример (фр. Montagne-Frimaire) и Монфример (фр. Montfrimaire).

## Население
Население коммуны на 2008 год составляло 1749 человек.
| 1962 | 1968 | 1975 | 1982 | 1990 | 1999 | 2008 |
| ---- | ---- | ---- | ---- | ---- | ---- | ---- |
| 1410 | 1302 | 1303 | 1449 | 1568 | 1604 | 1749 |

## Экономика
В 2007 году среди 1117 человек в трудоспособном возрасте (15-64 лет) 806 были экономически активными, 311 — неактивными (показатель активности — 72,2 %, в 1999 году было 67,5 %). Из 806 активных работали 765 человек (404 мужчины и 361 женщина), безработных было 41 (14 мужчин и 27 женщин). Среди 311 неактивных 88 человек были учениками или студентами, 117 — пенсионерами, 106 были неактивными по другим причинам.